# Suite: Judy Blue Eyes
«Suite: Judy Blue Eyes» (с англ. — «Сюита: Джуди Голубые Глаза») — песня американской группы Crosby, Stills & Nash из их дебютного альбома 1969 года. В сентябре того же года была издана отдельным синглом. (Это был второй сингл с вышеупомянутого альбома.)
В США песня достигла 21 места в чарте Billboard Hot 100.
В названии песни есть игра слов, поскольку слово «suite» означает «сюита» (тип классической композиции, представляющей собой последовательность из нескольких частей) и в то же время звучит как слово «sweet» («cладкая»).
Сайт Songfacts рассказывает:
Стивен Стиллс написал эту [песню] о своей тогдашней девушке, фолк-певице Джуди Коллинз. В их (прим.: группы Crosby, Stills & Nash) бокс-сете 1991 года Стиллc рассказывал: «Она (песня) началась как длинная нарративная поэма о моих отношениях с Джуди Коллинз. Она выливалась из меня на протяжении нескольких месяцев и заполнила несколько блокнотов. Я провёл ужасное время в попытках подогнать (приладить) к ней музыку. Я остался со всеми этими кусками песни, и я сказал: „Давайте споём их вместе и назовём это сюитой“, потому что они были все об одном и том же и подводили к одной и той же точке.»

## Премии и признание
В 2004 году журнал Rolling Stone поместил песню «Suite: Judy Blue Eyes» в оригинальном исполнении группы Crosby, Stills & Nash на 418 место своего списка «500 величайших песен всех времён». В списке 2011 года песня находится на 426 месте.
Также песня «Suite: Judy Blue Eyes» в исполнении группы Crosby, Stills & Nash вместе с ещё одной их песней — «Ohio» (группы Crosby, Stills, Nash & Young) — входит в составленный Залом славы рок-н-ролла список 500 Songs That Shaped Rock and Roll.
Кроме того, песня, в частности, вошла (опять же в оригинальном исполнении группы Crosby, Stills & Nash) в составленный журналом «Тайм» в 2011 году список All-TIME 100 Songs (список ста лучших песен с момента основания журнала «Тайм»).